# Nanny Nilsson
Nanny Olivia Nilsson, född 25 januari 1912 i Storhögen, Häggenås församling, Jämtlands län, död där 14 november 2003
, var svensk målare, tecknare och grafiker.
Hon var dotter till lantbrukaren Nils Olofsson och Augusta Hedlund. Hon studerade konst vid Grünewalds målarskola 1946 samt därefter i flera omgångar vid Otte Skölds målarskola, Berggrens målarskola och Iván Grünewalds målarskola samt vid Scuola preparatoria alle arti ornamentali i Rom 1954-1955. Separat ställde hon ut på Blå Paletten i Stockholm och i Vännäs. Hon medverkade i ett flertal samlingsutställningar arrangerade av Sällskapet för jämtländsk konstkultur och Östersunds konstklubb. Sedan 1953 var hon anlitad som illustratör vid Halls förlag i Jönköping där hon utförde bokomslag och illustrationer som ej blev krediterade i böckerna men en känd illustration är Elena Bonos diktsamling Nattens tuppar. Vid sidan av sitt bildskapande skrev hon dikter som publicerades i tidskriften Perspektiv och utgav diktsamlingen Svarta hästar 1974. I sin konstnärliga verksamhet arbetade hon med flera tekniker (olja, pastell, akvarell, linoleumsnitt och glasmosaik) med ett brett motivval men med övervägande innehåll av religiösa motiv.